# Guerrita de Agosto de 1906
A Guerrita de Agosto de 1906 foi uma rebelião armada ocorrida em Cuba durante o verão de 1906. A revolta foi instigada pelo Partido Liberal devido a candidatura à reeleição do presidente conservador Tomás Estrada Palma.

## Situação política e econômica do país

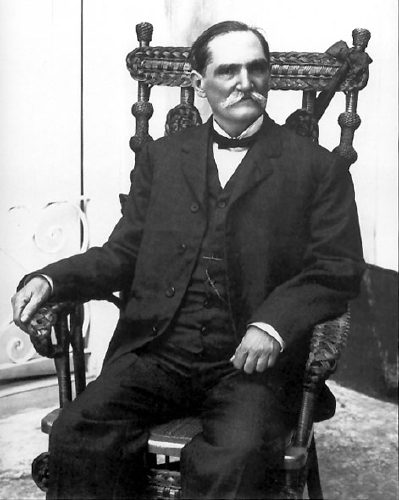
Tomás Estrada Palma, pertencente ao grupo de conservadores conhecido como "el gabinete de combate".

Desde as eleições de 1902, Tomás Estrada Palma como presidente da República de Cuba, adquiriu uma reputação de "bom governo" por parte daqueles que respondiam aos interesses das classes conservadoras. Assim, o governo Estrada Palma atuou em torno de orçamentos baixos e na economia com o uso de recursos monetários existentes nos bancos do país.
Dada esta situação, chega-se ao ano de 1906 onde se realizariam novamente as eleições para a presidência da República e Tomás Estrada Palma sob suas filosofias conservadoras, se preparava para sua reeleição. Como um primeiro passo, ingressa no Partido Moderado, que reunia um grande número de figuras na época, a maioria elementos conservadores, conhecidos como "gabinete de combate", onde a violência, as fraudes, os atos de terrorismo e os abusos lhes pareciam familiares.
Consequentemente, o Partido Liberal de Cuba, que havia nomeado José Miguel Gómez, não viu outra opção senão ir para a insurreição armada e, assim, começa a Guerrita de Agosto de 1906.

## Transcurso

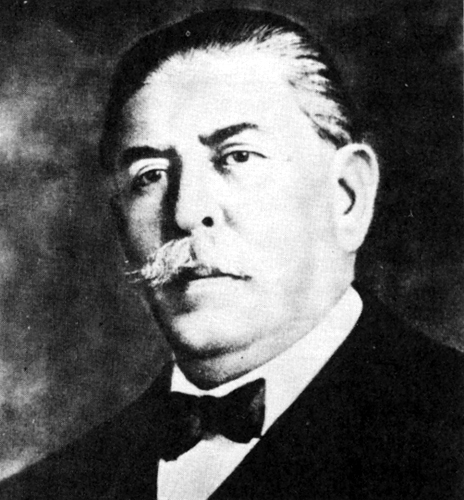
José Miguel Gómez (1858-1921), Partido Liberal de Cuba.

O aparato político-administrativo e militar seria posto em funcionamento com o governo de Estrada Palma, durante o qual afundou o Partido Moderado como partido do governo. Este partido impulsionou a reeleição de Tomas Estrada Palma em 1906, contra o candidato liberal José Miguel Gómez (1858-1921) e Alfredo Zayas (1861-1934). Dada a imposição dos moderados, os liberais se voltaram para a violência.
A deterioração progressiva da situação levou ao inicio dos primeiros levantes armados, entre os quais os mais significativos foram o do General Faustino (Pino) Guerra em Pinar del Río, e as revoltas em Havana e Las Villas.
Em resposta às ações realizadas, o governo imediatamente ordenou a captura de José Miguel Gómez e outros líderes liberais; a guarda rural assassina a machete o General Quintín Bandera, um dos mais audaciosos chefes das guerras de independência; também tomou retaliações contra as insurreições armadas e o fez através da guarda rural e de uma milícia organizada, bem armada e paga, em favor das forças que apoiavam as políticas do Partido Moderado. No leste e por ideia do General Bartolomé Masó foi organizada uma tentativa de mediação dos veteranos; os generais Menocal e Cebreco  tinham a tarefa de dialogar com Estrada Palma e as intenções eram de anular as eleições. Um objetivo frustrado, uma vez que Estrada Palma declarou que os rebeldes deveriam primeiro entregar suas armas e, em seguida, os argumentos seriam ouvidos.
Tendo em conta a gravidade da situação, Estrada Palma, mais uma vez manifestou a sua vocação anexionista, e ao invés de procurar uma solução pacífica entre os cubanos, solicitou novamente uma intervenção militar dos Estados Unidos. O governo dos Estados Unidos aceitou o pedido e em 29 de setembro de 1906, o Secretário de Guerra dos Estados Unidos, William H. Taft, assumiu o cargo de governador provisório de Cuba.